# Writer’s Block
Writer’s Block — третий альбом шведской инди-рок-группы Peter Bjorn and John. Мировой релиз состоялся 14 августа 2006 года, в США альбом вышел 6 февраля 2007 года с бонус треками.
Трек «Young Folks» располагался на пятом месте в списке Топ-100 Pitchfork Media 2006 года после того, как они дали этому синглу три звезды из пяти в обзоре от 19 июля 2006 года. Альбом Writer’s Block располагался на 24 месте Топ-50 альбомов 2006 года по версии Pitchfork.
Writer’s Block также получил итоговую пятую позицию за год от Almost Cool и 10 место от Under the Radar. Альбом был на 44 месте в списке 50 лучших альбомов 2007 года по версии Rolling Stone

## Список композиций
1. Writer’s Block
2. Objects of My Affection
3. Young Folks (совместно с Викторией Бергсман)
4. Amsterdam
5. Start to Melt
6. Up Against the Wall
7. Paris 2004
8. Let's Call It Off
9. The Chills
10. Roll the Credits
11. Poor Cow

### U.S. Bonus Disc
1. Ancient Curse
2. All Those Expectations(Weak Remix)
3. Self-Pity
4. Let’s Call It Off (Original Mix)
5. Sitar Folks
6. Young Folks (Beyond The Wizard’s Sleeve Re-Animation)

## Интересные факты
- Песня «Young Folks» представлена в саундтреке к игре FIFA 08